# Paris-Mantes Cycliste
Pour les articles homonymes, voir Paris-Mantes.
Paris-Mantes Cycliste (connue également comme Paris-Mantes en Yvelines) est une course cycliste française créée en 1945 sous le nom de Paris-Mantes, organisée par l'Association Sportive Mantaise (ASM). Elle fait partie de l'UCI Europe Tour depuis 2005 (à l'exception de l'édition 2019). Elle est par conséquent ouverte aux équipes continentales professionnelles françaises, aux équipes continentales, à des équipes nationales et à des équipes régionales ou de clubs. Les UCI ProTeams (première division) ne peuvent pas participer. De 1945 à 2004 et en 2019, la course était réservée aux amateurs.
En 2020, la course est renommée Paris-Mantes Cycliste  à la demande de la municipalité de Mantes-la-Jolie. 
L'édition 2020 est annulée en raison de la pandémie de maladie à coronavirus.

## Palmarès
| Année                           | Vainqueur           | Deuxième               | Troisième                 |
| Épreuve courue par les amateurs |                     |                        |                           |
| ------------------------------- | ------------------- | ---------------------- | ------------------------- |
| 1945                            | Émile Carrara       | Henri Defraire         | Roger Prévotal            |
| 1946                            | Jean Ferrand        | Charles Coste          | René Le Boulanger         |
| 1947                            | Louis Longo         | Jean Baldassari        | Guy Solente               |
| 1948                            | Roger Huraux        | Jacques Prévotal       | Marcel Charpentier        |
| 1949                            | Nello Sforacchi     | Marcel Ranc            | Jean Mazzoleni            |
| 1950                            | Valentin Gerussi    | René Cador             | André Vagner              |
| 1951                            | Jacques Decroix     | Joseph Kresiak         | Bernard Bourgeot          |
| 1952                            | Maurice Le Boulch   | Jacques Bunel          | Michel Bon                |
| 1953                            | Gérard Pujol        | Marcel Michel          | Georges Roux              |
| 1954                            | Pierre Brun         | Charles Lajoie         | Michel Vermeulin          |
| 1955                            | Orphée Meneghini    | Pierre Brun            | André Alvarez             |
| 1956                            | Non disputé         | Non disputé            | Non disputé               |
| 1957                            | René Pavard         | Roger Peynaud          | Jean-Claude Lecante       |
| 1958                            | Claude Omnes        | Gilbert Lasseron       | Robert Sciardis           |
| 1959                            | Alain Le Greves     | Claude Delamain        | Azevedo Maia              |
| 1960                            | Bernard Launois     | Henri Duez             | Jacques Rebiffe           |
| 1961                            | Bernard Brian       | Aimé Le Gouallec       | Jean-Pierre Van Haverbeke |
| 1962                            | Pierre Martin       | John Geddes            | Jean Hoffmann             |
| 1963                            | Jean Arze           | Aimable Denhez         | Pierre Jacquelot          |
| 1964                            | Michel Goeury       | Laurie Byers (en)      | Jean-Marcel Hinault       |
| 1965                            | Bernard Guyot       | Jean-Claude Maroilleau | Jean-Pierre Puccianti     |
| 1966                            | Christian Moreau    | Jean-Pierre Puccianti  | Jean Croquison            |
| 1967                            | Robert Bouloux      | Mohamed El Gourch      | Gérard Demont             |
| 1968                            | Francis Perez       | Henk Hiddinga          | Jean-Jacques Cornet       |
| 1969                            | Gérard Briend       | Bernard Dupuch         | Jackie Quentin            |
| 1970                            | Paul-Louis Combes   | Alain Racape           | Jean-Claude Blocher       |
| 1971                            | Régis Ovion         | André Corbeau          | Paul-Louis Combes         |
| 1972                            | Patrick Béon        | Jacques Boulas         | Rachel Dard (en)          |
| 1973                            | Michel Demore       | Alain Meslet           | Marc Merdy                |
| 1974                            | Hubert Linard       | Bernard Vallet         | Jean Chassang             |
| 1975                            | Rachel Dard (en)    | Gérard Colinelli       | Michel Herbault           |
| 1976                            | José Beurel         | Michel Herbault        | Jean-Luc Blanchardon      |
| 1977                            | Didier Bourrier     | Jean-Pierre Bouteille  | Marc Merdy                |
| 1978                            | Denis Bonnin        | Yves Carbonnier        | Bernard Pineau            |
| 1979                            | Hervé Desriac       | Philippe Badouard      | Serge Plaut               |
| 1980                            | Philippe Badouard   | Stephen Roche          | Hans-Henrik Ørsted        |
| 1981                            | Alain Gallopin      | Fabien De Vooght       | Laurent Fignon            |
| 1982                            | Philippe Lauraire   | Thierry Barrault       | Franck Pineau             |
| 1983                            | Philippe Bouvatier  | Laurent Eudeline       | Bruno De Santi            |
| 1984                            | François Lemarchand | Alain Leigniel         | Thierry Casas             |
| 1985                            | Bruno Huger         | Thierry Casas          | Stéphane Guay             |
| 1986                            | Claude Carlin       | Marc Poncel            | Philippe Goubin           |
| 1987                            | Wayne Bennington    | Hervé Desriac          | Franck Petiteau           |
| 1988                            | Gérard Aviègne      | Pascal Rota            | Thierry Dupuy             |
| 1989                            | Henryk Krawczyk     | Richard Virenque       | René Foucachon            |
| 1990                            | André Urbanek       | Jean-Philippe Dojwa    | Jean-Cyril Robin          |
| 1991                            | Sławomir Krawczyk   | Denis Moretti          | Jérôme Gourgousse         |
| 1992                            | Jaan Kirsipuu       | Lauri Aus              | Conor Henry (en)          |
| 1993                            | Gilles Bouvard      | Bernard Jousselin      | Franck Morelle            |
| 1994                            | Christophe Moreau   | Thierry Ferrer         | Gilles Maignan            |
| 1995                            | Éric Frutoso        | Pierrick Gillereau     | Vincent Templier          |
| 1996                            | Bruno Boscardin     | Pascal Peyramaure      | Thierry Marichal          |
| 1997                            | Jaan Kirsipuu       | Stéphane Barthe        | Damien Nazon              |
| 1998                            | Lénaïc Olivier      | Ludovic Martin         | Cédric Loué               |
| 1999                            | Grégory Lapalud     | Cédric Van Overschelde | Grégory Faghel            |
| 2000                            | Dawid Krupa         | Grégory Faghel         | Jérôme Bouchet            |
| 2001                            | Jérôme Pineau       | Yuriy Krivtsov         | Łukasz Bodnar             |
| 2002                            | Ryder Hesjedal      | Rony Martias           | Łukasz Bodnar             |
| 2003                            | Serge Canouet       | Benoît Geoffroy        | Cyril Lemoine             |
| 2004                            | William Bonnet      | Dominique Rollin       | Fabrice Jeandesboz        |
| UCI Europe Tour 1.2             |                     |                        |                           |
| 2005                            | Maxime Méderel      | Jonathan Hivert        | Renaud Pioline            |
| 2006                            | Alexander Serov     | Thierry David          | Alexandre Sabalin         |
| 2007                            | Niels Brouzes       | Maxime Méderel         | Mathieu Drujon            |
| 2008                            | Florian Morizot     | Guillaume Blot         | Mathieu Simon             |
| 2009                            | Pierre Drancourt    | Hannes Blank           | Benjamin Giraud           |
| 2010                            | Yoann Bagot         | Jérémy Ortiz           | Pierre Drancourt          |
| 2011                            | Pierre Drancourt    | Johan Le Bon           | Jean-Marc Bideau          |
| 2012                            | Alex Meenhorst      | Romain Mathéou         | Florian Bissinger         |
| 2013                            | Nicolas Baldo       | Benoît Daeninck        | Gert Lodewijks            |
| 2014                            | David Menut         | Cyrille Patoux         | Romain Combaud            |
| 2015                            | Nicolas Baldo       | Erwann Corbel          | Romain Barroso            |
| 2016                            | Paul Ourselin       | Ronan Racault          | Mickaël Guichard          |
| 2017                            | Fabien Canal        | Clément Patat          | Clément Penven            |
| 2018                            | Gianni Marchand     | Baptiste Constantin    | Florian Maitre            |
| Épreuve courue par les amateurs |                     |                        |                           |
| 2019                            | Aurélien Le Lay     | Ronan Racault          | Adrià Moreno              |
| UCI Europe Tour 1.2             |                     |                        |                           |
| 2020                            | annulé              | annulé                 | annulé                    |
| 2021                            | Maxime Jarnet       | Hugo Théot             | Jacques Lebreton          |